# Хохловы (Шадричевский сельский округ)
Хохловы — упразднённая в 2013 году деревня в Орловском районе Кировской области. Входила в год упразднения в состав Орловского сельского поселения.

## География
Расположена на расстоянии примерно 22 км по прямой на северо-запад от райцентра города Орлова менее чем в 1 км на северо-восток от деревни Шадричи.

## История
Известна была с 1802 года как починок Вновь под Кленным с 3 дворами, в 1905 здесь (починок Чарушниковский или Хохловы) дворов 9 и жителей 56, в 1926 (деревня Хохловы или Чарушниковский) 12 и 57, в 1950 11 и 38, в 1989 уже не было постоянных жителей .
С 2006 по 2011 год входила в состав Шадричевского сельского поселения.
Снята с учёта 11.11.2013

## Население
Постоянное население не было учтено как в 2002 году, так и в 2010.

## Инфраструктура
Было развито сельское хозяйство. В 1950-е годы работал колхоз «Броневик».

## Транспорт
Просёлочные дороги.